# Agatha Christie: Einladung zum Mord
Agatha Christie: Einladung zum Mord (Originaltitel: Petits meurtres en famille) ist eine vierteilige französische Miniserie aus dem Jahr 2006, die auf dem Roman Hercule Poirots Weihnachten von Agatha Christie beruht.
Nachdem die Serie mit über 7 Mio. Zuschauer bei der Erstausstrahlung sehr erfolgreich war und ein Jahr später den französischen Fernsehpreis „Globe de Cristal“ als „Beste Serie“ gewann, wurde beschlossen, die Serie unter Agatha Christie: Kleine Morde/Mörderische Spiele (frz.: Les Petits Meurtres d’Agatha Christie) weiterzuführen.
Die Miniserie wurde vom 31. Oktober bis zum 21. November 2017 vom Sender eoTV zum ersten Mal in Deutschland ausgestrahlt.

## Inhalt
Die Familie Le Tescou versammelt sich auf ihrem bretonischen Herrschaftssitz, um den 70. Geburtstag des Familienoberhauptes zu feiern. Simon Le Tescou ist nicht der liebevolle Patriarch, sondern wird von allen gefürchtet bzw. gehasst. 
Kurz bevor er eine wichtige Mitteilung machen kann, wird er in seinem von innen verschlossenen Büro tot aufgefunden. Kommissar Larosière und Inspektor Lampion sollen den Fall aufklären. Nicht nur die Familie, sondern auch die Freunde der Familie bzw. die Bediensteten gehören zu den Verdächtigen.

## Hintergrund
In der Miniserie klärt nicht Agatha Christies berühmter belgischer Privatdetektiv Hercule Poirot den Fall auf, sondern ein Kommissar Larosière und sein Assistent Lampion. Darüber hinaus wurde die Handlung von England in die Bretagne in Frankreich verlegt. Das Schloss Château de Beaumanoir bei der kleinen Gemeinde Evran diente als Drehort für den Herrschaftssitz. Die Handlung spielt einige Monate vor dem Zweiten Weltkrieg.
Die vier Teile wurden von France 2 zum ersten Mal im Zeitraum 4. November bis zum 5. Dezember 2006 ausgestrahlt.

## Synchronisation
Die deutsche Synchronisation erfolgte von Digital Media Technologie (DMT) in Hamburg. Dialogregie führte Oliver Böttcher.